# Cariatide Townley
La Cariatide Townley è un'opera scultorea in marmo pentelico alta 225 centimetri, raffigurante una donna con indosso abiti che sembrano riconducibili a riti religiosi, presumibilmente legati alla fertilità e a Demetra (o Cerere), in virtù dei motivi decorativi presenti sul modio della figura, che richiamano dei cereali.

## Storia
L'opera è datata all'età imperiale, precisamente tra il 140 e il 160; è in pieno stile neoattico, che a sua volta si rifaceva alle lavorazioni ateniesi del V secolo a.C.. Si tratta di una delle cinque cariatidi rinvenute nello stesso sito, che quasi sicuramente formavano un colonnato in un santuario religioso (forse dedicato a Demetra) edificato negli appezzamenti, sulla Via Appia, appartenenti a Annia Regilla, moglie del politico e filosofo greco Erode Attico. Una cariatide ritrovata in frammenti, ora conservata a Villa Albani, è contrassegnata da una firma degli altrimenti sconosciuti scultori Critone e Nikolaos. 
Nel 1787 fu acquistata, assieme ad altri pezzi, da Villa Montalto Peretti da parte di Charles Townley, che la lasciò in eredità al British Museum nel 1805, dove fu catalogata e conservata.